# Šči
Šči (щи) je horká zelná polévka připravovaná v ruské kuchyni.

## Historie

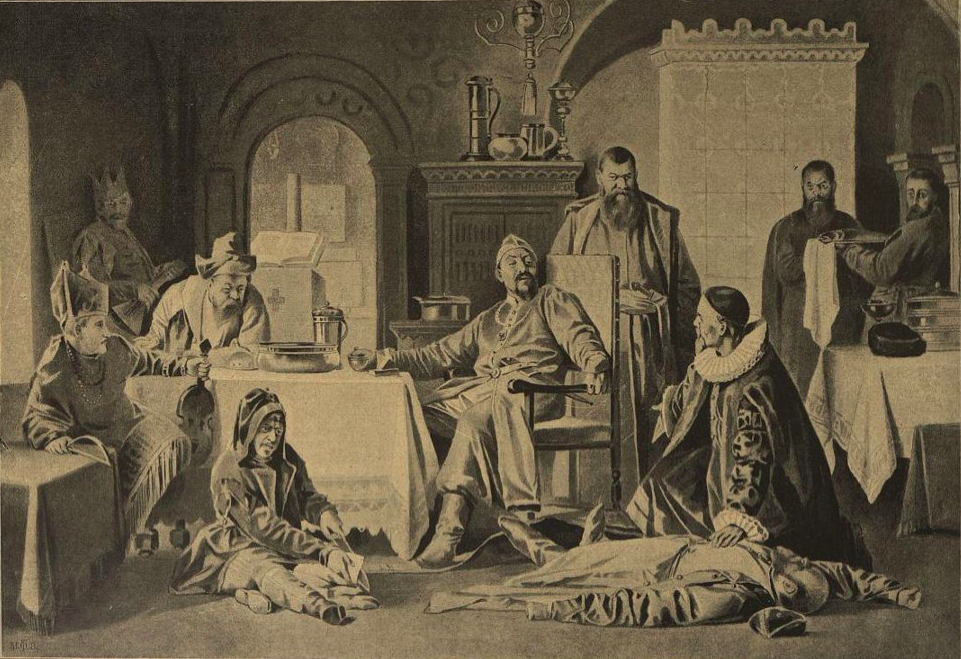
Nikolaj Něvrev (1830–1904): Smrt šaška Gvozděva

Šči patří do staré ruské kuchyně, která se vyvíjela od 9. století a vrcholu dosáhla v 15.–16. století. Tato polévka mohla být údajně známa už od 9. století, kdy bylo zelí pěstováno na území tehdejší Rusi. Slovo šči ale bylo původně užíváno pro jakoukoliv tekutou stravu, až později začalo být výrazem pro zelnou polévku.
Existenci šči v 16. století dokládá příběh z roku 1570, podle kterého car Ivan Hrozný vylil svému šaškovi Gvozděvovi, který ho rozhněval, na hlavu misku horké šči. Poté když chtěl šašek utéct, car ho zabil.
Složení jídel staré ruské kuchyně bylo zapsáno (znovuobjeveno) v ruských kuchařských knihách až v 19. století.

## Příprava
Ačkoli se její chuť během času značně měnila, přežila mnoho různých období až do dnešních dnů. Nikdy nebyla vázána pouze na jednu společenskou třídu, polévkám bohatším na suroviny se říkalo „bohaté“, a naopak „chudé“ šči se vařily pouze ze zelí a cibule. „Bohaté“ i „chudé“ šči však navazovaly na stejnou tradici, a tak se ani příliš nelišily v chuti. Chuť této zelné polévky byla dosažena tím, že se po uvaření nechala dusit v ruské peci.
Bohatší varianta šči obsahuje 6 přísad: zelí, maso (výjimečně i ryby nebo houby), mrkev nebo kořen petržele, aromatické bylinky (cibule, celer, kopr, česnek a pepř) a kyselé přísady (smetana, jablka, nálev z kysaného zelí). První a poslední přísady jsou nezbytné. V některých regionech se šči připravuje i ze šťovíku (kislyje šči).[zdroj?]
Polévka se podává se smetanou a čerstvým chlebem.